# Discozantaena karroo
Discozantaena karroo är en skalbaggsart som beskrevs av Perkins 2005. Discozantaena karroo ingår i släktet Discozantaena och familjen vattenbrynsbaggar. Inga underarter finns listade i Catalogue of Life.